# Данаил Петров (гръден хирург)
Данаил Борисов Петров е български гръден хирург, професор, преподавател в МУ-София.

## Биография
Данаил Петров е роден на 20 юни 1951 г. в гр. Лом, но корените му са от с. Дъбравка. Баща му е хирург в болницата в Лом.
Данаил Петров завършва медицина, има специалности по хирургия и гръдна хирургия. През 1991 г. става началник на Клиниката по гръдна хирургия към МБАЛББ „Света София“. От 2021 г. работи в УМБАЛ „Лозенец“. От 1993 г. е национален консултант по гръдна хирургия. Той е първият български хирург с призната през 2000 г. специалност по торакална хирургия от Европейския борд по торакална и кардиоваскуларна хирургия. 
През 1988 г. защитава дисертационен труд за образователна и научна степен „доктор“ (тогава кандидат на науките) на тема „Съвременно хирургично лечение на белодробната ехинококоза“, а през 2009 г. – за доктор на медицинските науки на тема „Проблеми и съвременни подходи при хирургичното лечение на двустранните белодробни болести“. Доцент от 1991 г., професор от 2009 г.

## Награди и отличия
- Медик на годината – 2002 г.
- Лекар на България – 2011 г.